# Glomus citricola
Glomus citricola är en svampart som beskrevs av D.Z. Tang & M. Zang 1984. Glomus citricola ingår i släktet Glomus och familjen Glomeraceae.   Inga underarter finns listade i Catalogue of Life.